# دونا هايلتون
دونا هايلتون (بالإنجليزية: Donna Hylton)‏ هي ناشِطة جامايكية، ولدت في 29 أكتوبر 1964 في كينغستون في جامايكا.

## وصلات خارجية
- الموقع الرسمي